# Tănăsari
Tănăsari – wieś w Rumunii, w okręgu Vrancea, w gminie Vintileasca. W 2011 roku liczyła 169
mieszkańców.